# 限りあるMoment/ミラー・ミラー
「限りあるMoment/ミラー・ミラー」（かぎりあるモーメント/ミラー・ミラー）は、2020年8月26日にアップフロントワークス（hachamaレーベル）から発売、および配信されたアンジュルムの11枚目のシングル。

## 概要
- 6期メンバーである船木結にとっては在籍時最後の参加シングル[注釈 2]。
- 7期メンバーである太田遥香は同年2月28日より諸般の事情により無期限の活動休止[6]しており（当時。同年10月13日をもってアンジュルムでの活動を終了[7]）、今作では不参加となった。
- 初回生産限定盤A・B・スペシャル（以下SP）、通常盤A・Bの5形態での発売。SPを含む初回生産限定盤はCD+DVD、通常盤はCDのみの商品構成。初回生産限定盤SPのみ『イベント抽選シリアルナンバーカード』が封入されている。通常盤の初回仕様のみ、トレカサイズ生写真ソロ8種+集合1種よりランダムにて1枚封入（通常盤Aは「限りあるMoment」Ver.、通常盤Bは「ミラー・ミラー」Ver.）。
- 「ミラー・ミラー」のMVは、今村繁が監督をつとめた[8]。

## 収録曲

### 初回生産限定盤A・B・SP・通常盤A・B
1. 限りあるMoment
作詞：井筒日美、作曲・編曲：オオヤギヒロオ
TBSテレビ（関東ローカル）『ふるさとの未来』2020年7月度（第9回 - 第13回）エンディングテーマ
TVh『スイッチン!』2020年8月度エンディングテーマ[9]
岩手めんこいテレビ『BEATNIKS』2020年8月度オープニングテーマ[10]
2. ミラー・ミラー
作詞：児玉雨子、作曲：Shusui、Anders Dannvik、Kalle、編曲：平田祥一郎
TBSテレビ（関東ローカル）『ふるさとの未来』2020年8月度・9月度（第14回 - 第21回）エンディングテーマ
HBCテレビ『いま なにしてる?』エンディングテーマ[11]
3. 限りあるMoment（Instrumental）
4. ミラー・ミラー（Instrumental）

### 初回限定盤DVD
- A
  - 限りあるMoment（Music Video）

- B
  - ミラー・ミラー（Music Video）

- SP
  - 限りあるMoment（Dance Shot Ver.）
  - ミラー・ミラー（Dance Shot Ver.）

## リリース日一覧
| 地域 | リリース日             | レーベル      | 規格                 | カタログ番号                       |
| ---- | ---------------------- | ------------- | -------------------- | ---------------------------------- |
| 日本 | hachama/UP-FRONT WORKS | 2020年8月26日 | CDマキシシングル+DVD | HKCN-50638～9（初回生産限定盤A）   |
| 日本 | hachama/UP-FRONT WORKS | 2020年8月26日 | CDマキシシングル+DVD | HKCN-50640～1（初回生産限定盤B）   |
| 日本 | hachama/UP-FRONT WORKS | 2020年8月26日 | CDマキシシングル+DVD | HKCN-50642～3（初回生産限定盤SP）  |
| 日本 | hachama/UP-FRONT WORKS | 2020年8月26日 | CDマキシシングル     | HKCN-50644（通常盤A）              |
| 日本 | hachama/UP-FRONT WORKS | 2020年8月26日 | CDマキシシングル     | HKCN-50645（通常盤B）              |
| 日本 | hachama/UP-FRONT WORKS | 2020年8月26日 | ダウンロードシングル | HKCN-50644（LC-AAC）               |
| 日本 | hachama/UP-FRONT WORKS | 2020年8月26日 | ダウンロードシングル | HKCN-50644-HR（FLAC・96kHz/24bit） |

## 参加メンバー
- 2期：竹内朱莉
- 3期：佐々木莉佳子
- 4期：上國料萌衣
- 5期：笠原桃奈
- 6期：船木結、川村文乃
- 7期：伊勢鈴蘭
- 8期：橋迫鈴